# Фаворов, Артём Владимирович
Артём Влади́мирович Фаво́ров (укр. Артем Володимирович Фаворов, 19 марта 1994 года, Киев) — украинский футболист, полузащитник венгерского клуба «Академия Пушкаша»

## Биография
Воспитанник футбольной школы киевского «Динамо». Первый тренер — Валерий Кинашенко. В турнирах ДЮФЛ Украины провёл 66 игр, забил 54 гола. В 2011 году подписал первый профессиональный контракт с «Динамо», однако почти сразу же был отправлен в аренду в одесский «Черноморец», где выступал за вторую команду клуба во второй лиге чемпионата Украины. Через полгода вернулся в киевский клуб. Выступал за «Динамо-2» до 2013 года, так и не проведя ни одной игры за основную команду. В 2013 году перешёл в новосозданную «Оболонь-Бровар». В составе «пивоваров» в 2015 году стал серебряным призёром второй лиги Украины. В дебютном сезоне в первой лиге команда заняла третье место, а Фаворов стал лучшим бомбардиром и лучшим игроком дивизиона. В 2016 году перешёл в клуб высшей лиги — кропивницкую «Звезду». В элитном дивизионе дебютировал 11 сентября 2016 года, в домашнем матче против львовских «Карпат», на 60-й минуте выйдя на замену вместо Руслана Зубкова. В первом же матче отличился забитым с пенальти голом, принесшим его команде минимальную победу.
В январе 2017 года, на правах аренды перешёл в датский «Вайле», за который выступал на протяжении полугода, после чего вернулся в «Звезду». В январе 2018 года подписал 3-летний контракт с черниговской «Десной».
Выступал за юношеские и молодёжную сборные Украины.

## Стиль игры
Атакующий полузащитник, в командных построениях исполняющий роль «реджисты», «свободного художника», вплоть до оттянутого нападающего. По манере игры напоминает Генриха Мхитаряна, Алекса Тейшейру и Виктора Коваленко. Среди основных его функций — исполнение стандартов и ведение распасовки. Обладает отличной техникой, ударом и видением поля. Хорошо проявляет себя в быстрой комбинационной игре, в стиле Мхитаряна врываясь в свободные зоны с последующим ударом. Во время выступлений за «Оболонь-Бровар» его называли самым перспективным игроком Первой лиги.

## Семья
Старший брат Денис — также профессиональный футболист

## Достижения

### Командные
- Серебряный призёр второй лиги Украины: 2014/15
- Бронзовый призёр первой лиги Украины: 2015/16, 2017/18
- Бронзовый призёр чемпионата Венгрии по футболу: 2021/22

### Личные
- Лучший бомбардир первой лиги Украины: 2015/16
- Лучший игрок первой лиги Украины: 2015/16